# قورباغه‌ماهی تله‌دراز
قورباغه‌ماهی تله‌دراز(نام علمی: Antennarius multiocellatus) نام یک گونه از سرده گولزنک‌ماهی‌ها است.